# Пинсемай, Себастьян
Себастьян Пинсемай (фр. Sébastien Pincemail; род. 21 февраля 1979, Лез-Абим, Гваделупа) — французский легкоатлет, специалист по тройному прыжку. Выступал на профессиональном уровне в 1994—2011 годах, обладатель серебряной и бронзовой медалей Средиземноморских игр, многократный призёр первенств национального значения, участник ряда крупных международных стартов.

## Биография
Себастьян Пинсемай родился 21 февраля 1979 года в коммуне Лез-Абим, Гваделупа. С 1998 года постоянно проживал в метрополии Франции, занимался лёгкой атлетикой в клубе ACP Joinville под руководством известной прыгуньи Бетти Лиз, которая стала для него не только наставницей, но и «старшей сестрой».
С 1994 года успешно представлял Гваделупу на различных международных турнирах, в частности неоднократно выигрывал CARIFTA Games в своей возрастной категории.
В 1996 году в составе французской сборной прыгал тройным на юниорском мировом первенстве в Сиднее, в финал не вышел.
В 1997 году на юниорском европейском первенстве в Любляне занял седьмое место в тройных прыжках.
На юниорском мировом первенстве 1998 года в Анси в той же дисциплине был шестым.
В 1999 году показал девятый результат на молодёжном европейском первенстве в Гётеборге.
На молодёжном европейском первенстве 2001 года в Амстердаме вновь стал девятым. Принимал участие в Средиземноморских играх в Тунисе, где в зачёте тройного прыжка завоевал серебряную награду, уступив только итальянцу Фабрицио Донато.
В 2002 году прыгал тройным на чемпионате Европы в помещении в Вене, в финал не вышел.
В 2003 году на международном турнире KBC Night of Athletics в Хёсден-Золдере стал серебряным призёром и установил свой личный рекорд в тройном прыжке на открытом стадионе — 16,95 метра. Среди прочего — занял восьмое место на Всемирном легкоатлетическом финале в Монако.
В 2004 году отметился выступлением на чемпионате мира в помещении в Будапеште.
В 2005 году был третьим на Кубке Европы во Флоренции и на Средиземноморских играх в Альмерии.
Пинсемай ни разу не выигрывал чемпионат Франции в тройном прыжке, но несколько раз становился призёром. Так, на открытом стадионе в 2004 году он взял бронзу, в 2006-м — серебро. В помещении трижды выигрывал серебряные медали (2002, 2004, 2005) и один раз бронзовую (2006).
Завершил спортивную карьеру по окончании сезона 2011 года.